# Сеспедоса-де-Тормес
Сеспедоса-де-Тормес (ісп. Cespedosa de Tormes) — муніципалітет в Іспанії, у складі автономної спільноти Кастилія-і-Леон, у провінції Саламанка. Населення — 579 осіб (2010).
Муніципалітет розташований на відстані близько 160 км на захід від Мадрида, 47 км на південь від Саламанки.

## Галерея зображень

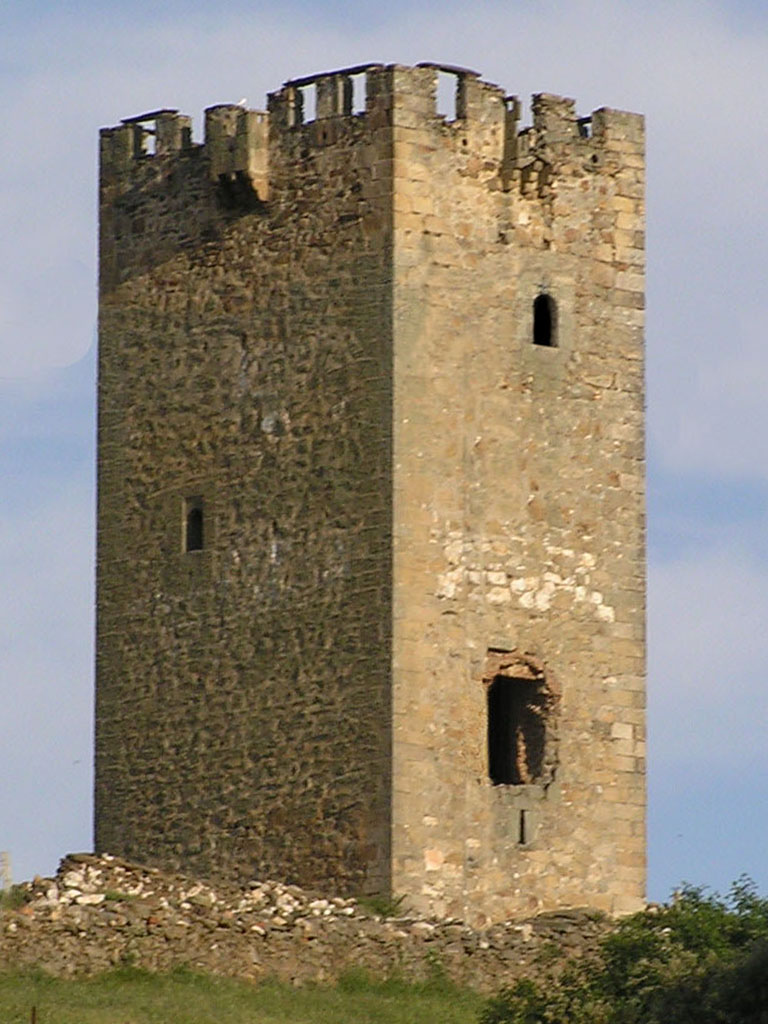

## Демографія
Динаміка населення (INE ):

## Зовнішні посилання
- Провінційна рада Саламанки: індекс муніципалітетів
- Cespedosa.Net
- Посилання на Google Maps